# Њу Лисбон (Висконсин)
Њу Лисбон (енгл. New Lisbon) град је у америчкој савезној држави Висконсин.

## Демографија
По попису из 2010. године број становника је 2.554, што је 1.118 (77,9%) становника више него 2000. године.
| Група             | 2000.         | 2010.         |
| Белци             | 1.388 (96,7%) | 2.006 (78,5%) |
| Афроамериканци    | 3 (0,2%)      | 374 (14,6%)   |
| Азијати           | 8 (0,6%)      | 8 (0,3%)      |
| Хиспаноамериканци | 20 (1,4%)     | 109 (4,3%)    |
| Укупно            | 1.436         | 2.554         |